# Ataque aéreo ao Campo de Al-Shati
Em 9 de outubro de 2023, as Forças de Defesa de Israel realizaram um ataque aéreo no campo de refugiados de Al-Shati na Faixa de Gaza. O Campo de Al-Shati é o terceiro maior campo de refugiados de Gaza, com uma população de mais de 90.000 refugiados.

## Antecedentes
Al-Shati foi estabelecido em 1948 para cerca de 23.000 palestinos que fugiram ou foram expulsos por milícias sionistas das cidades de Jafa, Lida e Bersebá, bem como das aldeias vizinhas, durante a Guerra Árabe-Israelense de 1948. Em 1971, as autoridades israelenses demoliram mais de 2.000 abrigos para alargar estradas por razões de segurança. Cerca de 8.000 refugiados foram forçados a deixar o acampamento e se mudaram para o projeto habitacional próximo em Sheikh Radwan, na Cidade de Gaza, com um número menor transferido para a Cisjordânia ocupada.

## Ataque aéreo
Após a invasão do Hamas ao sul de Israel a partir da Faixa de Gaza, Israel lançou ataques aéreos em diferentes áreas da Faixa de Gaza. Nos ataques aéreos em Shati, quatro mesquitas foram atingidas, matando os fiéis que estavam dentro. As mesquitas atingidas foram a mesquita al-Gharbi, a mesquita Yassin e a mesquita al-Sousi, todas as quais foram destruídas, de acordo com imagens de satélite. De acordo com a Agência de Notícias da Palestina, aviões de guerra israelenses dispararam mísseis contra alvos nos campos de refugiados de Al-Shati, matando dezenas. O Ministério da Saúde Palestino descreveu a situação como "um massacre".